# Второй Ватиканский собор
Второй Ватиканский собор — XXI вселенский собор Католической церкви, проходивший с 11 октября 1962 года по 8 декабря 1965 года. Созванный по инициативе папы Иоанна XXIII, собор закрылся уже при папе Павле VI. На соборе был принят ряд важных документов, относящихся к церковной жизни — 4 конституции, 9 декретов и 3 декларации. Открывая собор, Иоанн XXIII заявил, что целью собора является обновление церкви и её разумная реорганизация, чтобы церковь могла продемонстрировать своё понимание развития мира и подключилась к этому процессу. Папа высказал пожелание, чтобы результатом этого собора стала открытая миру церковь. Задачей собора было не отвергать и осуждать реалии современного мира, а провести давно назревшие реформы.
Собор оказал значительное влияние на Католическую церковь, благодаря масштабу и разнообразию вопросов, которые он рассматривал. Принятые на соборе преобразования вызвали отторжение наиболее консервативной части католического сообщества, часть которого оказалась в фактическом расколе с церковью (Священническое братство святого Пия Х), часть поддерживает движение за сохранение дореформенного обряда в рамках церкви (Una Voce).

## Подготовка
25 января 1959 года, через 3 месяца после своего избрания на папский престол, папа Иоанн XXIII объявил о намерении собрать вселенский собор. 17 мая того же года была образована подготовительная комиссия, председателем которой стал госсекретарь Ватикана кардинал Доменико Тардини. Папа призвал епископов, монашеские ордена, университеты и прочие структуры Католической церкви к широкому обсуждению повестки будущего собора и проблем, требующих соборного обсуждения.
29 июня 1959 года папа Иоанн XXIII выпустил энциклику Ad Petri Cathedram, в которой кратко обозначил цели грядущего собора: «развитие католической веры, обновление (aggiornamento) христианской жизни, приспособление церковной дисциплины к нуждам и обычаям нашего времени».
К 30 мая 1960 года в комиссию поступило более 3 тысяч предложений. 5 июня 1960 года в motu proprio Superno Dei nutu подготовительная комиссия была преобразована в Центральную подготовительную комиссию. Возглавлял её работу сам понтифик или его легат — декан Коллегии кардиналов Эжен Тиссеран.

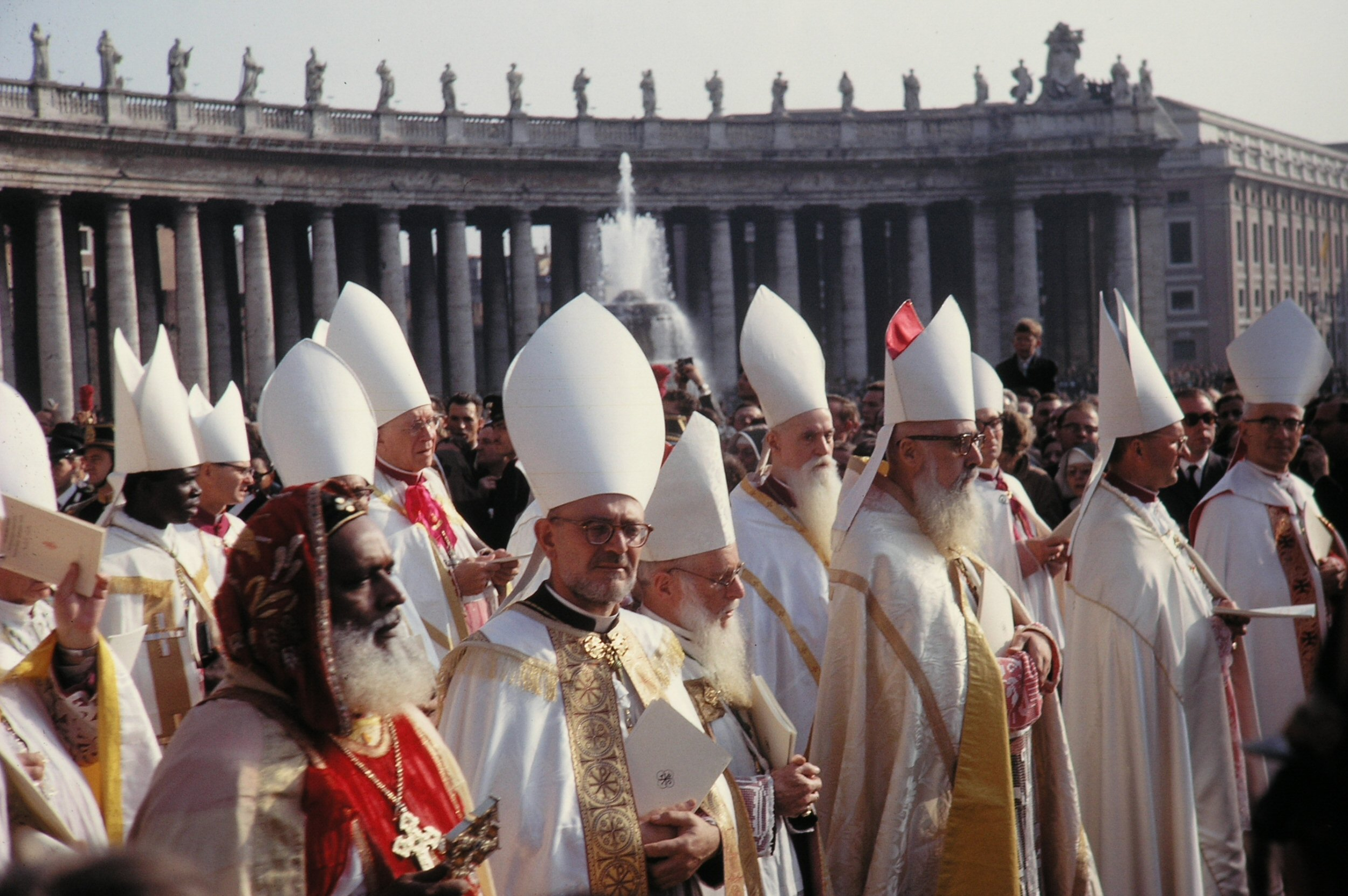
Отцы собора в Ватикане в день открытия Второго Ватиканского собора

В булле Humanae Salutis (25 декабря 1961) папа обосновал необходимость созыва собора и объявил 1962 год годом начала его работы. Motu proprio Concilium (2 февраля 1962 года) установило дату открытия — 11 октября 1962 года.
20 июня 1962 года завершилась работа Центральной комиссии, подготовившей 73 проекта документов. Однако большинство их ещё не были до конца проработаны и оставлены для доработки самим собором.
6 августа 1962 года в motu proprio Appropinquante Concilio был опубликован устав собора, определяющий правила проведения собраний, порядок голосования, степень участия наблюдателей. Представители 28 христианских церквей и деноминаций были приглашены для участия в качестве наблюдателей.

## Сессии

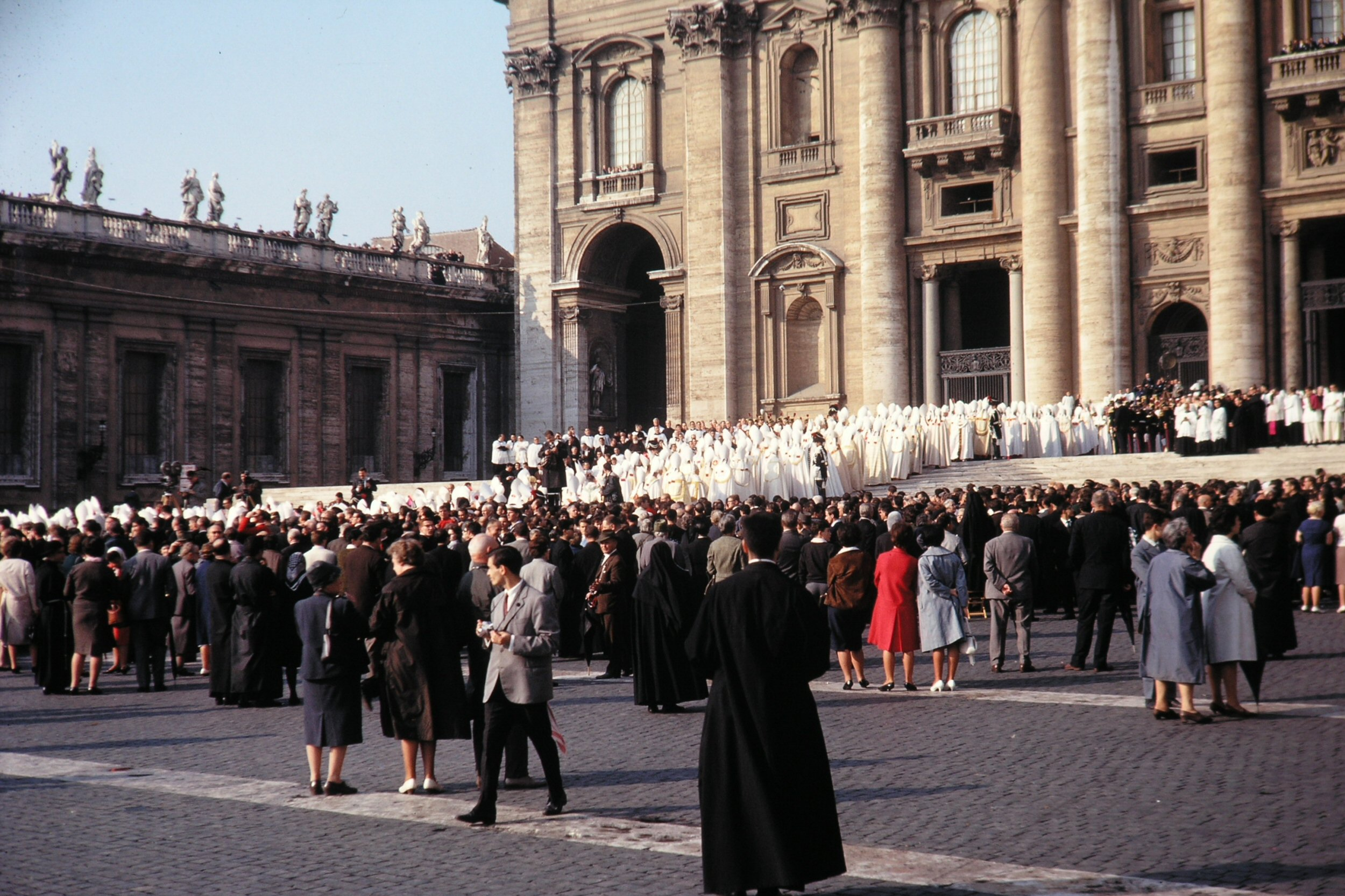
Ватикан в день открытия Второго Ватиканского собора

11 октября 1962 года состоялось торжественное открытие Второго Ватиканского собора, на котором присутствовало 2540 участников. Присутствовали наблюдатели от других христианских церквей: православные, англикане, старокатолики и другие. Около 300 приглашённых экспертов не участвовали в общих дебатах отцов собора, но принимали участие в качестве консультантов и редакторов документов. Работа первой сессии продолжалась до 8 декабря. Были обсуждены проекты документов о церкви, об источниках Откровения, о средствах массовой коммуникации и ряд других. Ни один документ не был принят, сформулировано большое количество поправок и предложений, направленных в соборные комиссии, которые должны были продолжить работу в период между сессиями.
3 июня 1963 года скончался папа Иоанн XXIII, 21 июня был избран новый папа Павел VI. Вторую сессию Ватиканского собора (29 сентября — 4 декабря 1963 года) открывал уже он. Наиболее горячие дискуссии на второй сессии вызвали проекты документов о церкви, об экуменизме (взаимодействии с некатолическими церквями) и религиозной свободе. Документы по этим темам приняты на сессии не были. Первыми документами, одобренными собором стали конституция о литургии Sacrosanctum Concilium и декрет об отношениях со СМИ Inter Mirifica.
Третья сессия проходила с 14 сентября по 21 ноября 1964 года. 19 ноября третья сессия приняла 2151 голосом «за» при 5 «против» один из самых важных и обсуждаемых документов — догматическую конституцию о церкви, которая получила в финальном варианте название Lumen gentium, текст которой стал итогом многочисленных компромиссов между интегристами и прогрессистами. Кроме конституции третья сессия приняла 2 декрета — Unitatis redintegratio (о католическом экуменизме) и Orientalium Ecclesiarum (о восточных церквях).
Четвёртая и заключительная сессия собора прошла с 14 сентября по 8 декабря 1965 года. На ней были приняты все прочие документы собора. Наибольшие разногласия вызвала декларация Dignitatis humanae о религиозной свободе, которая резко критиковалась интегристами за либеральное понимание принципа свободы совести и за расплывчатость понятия «свобода исповедания религии»; а также конституция о церкви в современном мире Gaudium et spes. Несмотря на то, что по предложению комиссии по переработке документа «О церкви в современном мире», она была оформлена в виде пастырской, а не догматической конституции, что означало её декларативный, а не вероучительный характер, работа собора продемонстрировала его стабильное неприятие традиционалистским меньшинством. Интегристы критиковали теологическую часть Gaudium et spes, указывали на антропоцентризм документа и чрезмерную концентрацию на социальной сущности человека. «Конституция Gaudium et spes» была принята только на последнем заседании 7 декабря 2307 голосами против 75 после открытого требования папы принять документ. Ещё одним важным документом принятым на заключительной сессии стала конституция о Божественном откровении Dei Verbum (принята 18 ноября 2344 голосами против 6).
8 декабря 1965 года на площади перед базиликой святого Петра состоялась церемония закрытия Второго Ватиканского собора.

## Итоговые документы
На Втором Ватиканском соборе было принято 16 документов (4 конституции, 9 декретов и 3 декларации):
Конституции:
- «Sacrosanctum Concilium» — конституция о священной литургии
- «Lumen gentium» — догматическая конституция о Церкви
- «Gaudium et Spes» — пастырская конституция о Церкви в современном мире
- «Dei Verbum» — догматическая конституция о божественном откровении

Декреты:
- «Ad gentes» — декрет о миссионерской деятельности Церкви
- «Orientalium Ecclesiarum» — декрет о Восточных католических церквях
- «Christus Dominus» — декрет о пастырском служении епископов в Церкви
- «Presbyterorum ordinis» — декрет о служении и жизни пресвитеров
- «Unitatis redintegratio» — декрет об экуменизме
- «Perfectae caritatis» — декрет об обновлении монашеской жизни применительно к современным условиям
- «Optatam totius» — декрет о подготовке к священству
- «Inter mirifica» — декрет о средствах массовой коммуникации
- «Apostolicam actuositatem» — декрет об апостольстве мирян

Декларации:
- «Dignitatis humanae» — декларация о религиозной свободе
- «Gravissimum educationis» — декларация о христианском воспитании
- «Nostra ætate» — декларация об отношении церкви к нехристианским религиям

## Богословие

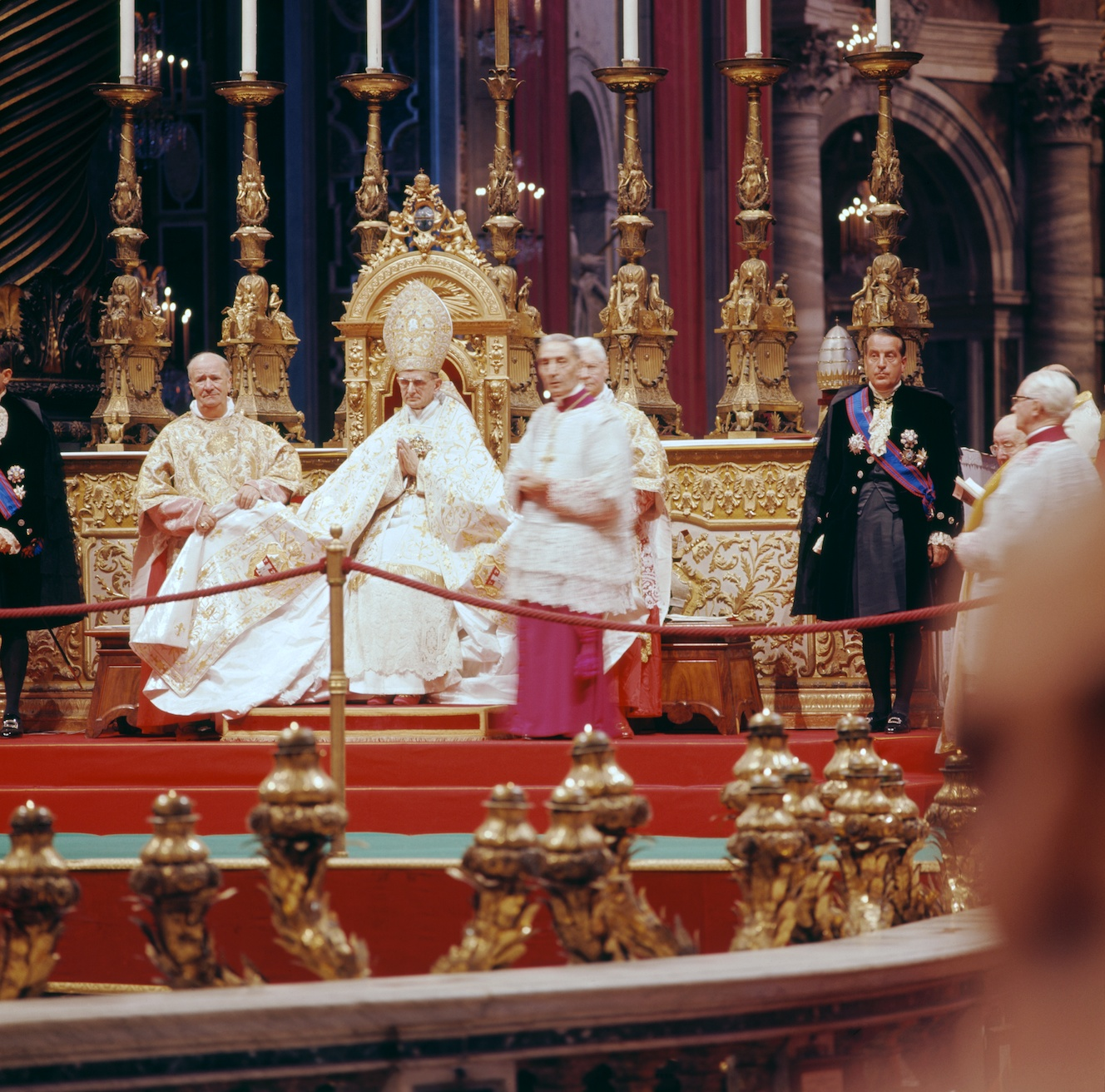
Папа Павел VI на соборе

В ходе подготовки и работы Второго Ватиканского собора выявились расхождения между рядом консервативных участников, стремившихся к максимальному сохранению традиционных элементов богословия и литургии («интегристы», от лат. integrum — «целостный») и сторонниками серьёзных обновлений в духе объявленного папой Иоанном XXIII «аджорнаменто» («прогрессисты»). Прогрессисты составляли большинство среди участников собора, но текст ряда итоговых документов представлял собой консенсус двух партий. Несмотря на ряд революционных изменений в области литургии, отношения к служению церкви в современном мире и отношения к другим конфессиям и религиям собор избежал новых догматических вероопределений, подтвердил как все общехристианские догматы, так и специфичные для католичества (безошибочное учительство папы ex cathedra, непорочное зачатие Девы Марии, взятие Девы Марии в Небесную Славу душой и телом).
Экклезиологическое богословие собора выразилось в конституции Lumen Gentium. Конституция определяет, что Церковь Христова может быть только одна и что она пребывает в Католической церкви, хотя и замечается, что «вне её (Церкви) состава обретаются многие начала освящения и истины, которые, будучи дарами, свойственными Церкви Христовой, побуждают к кафолическому единству». Большое внимание уделено в документах собора роли мирян в церкви и понятию «апостольство мирян», этому посвящена четвёртая глава конституции Lumen Gentium и целиком — декрет Apostolicam Actuositatem.
Многие дискуссии собора касались мариологии. В первоначальной программе собора стояло обсуждение вопросов об учении о посредничестве Девы Марии в деле искупления и об Успении. Многие даже ждали от собора нового мариологического догмата. Однако в итоге тема посредничества вообще была снята с повестки дня, а в теме Успения собор ограничился подтверждением недавно провозглашённого догмата о взятии Богородицы в небесную славу душой и телом. В итоге участники собора отказались от намерения создать отдельный документ о Марии и ограничились изложением католического учения о ней в заключительной главе Lumen Gentium.

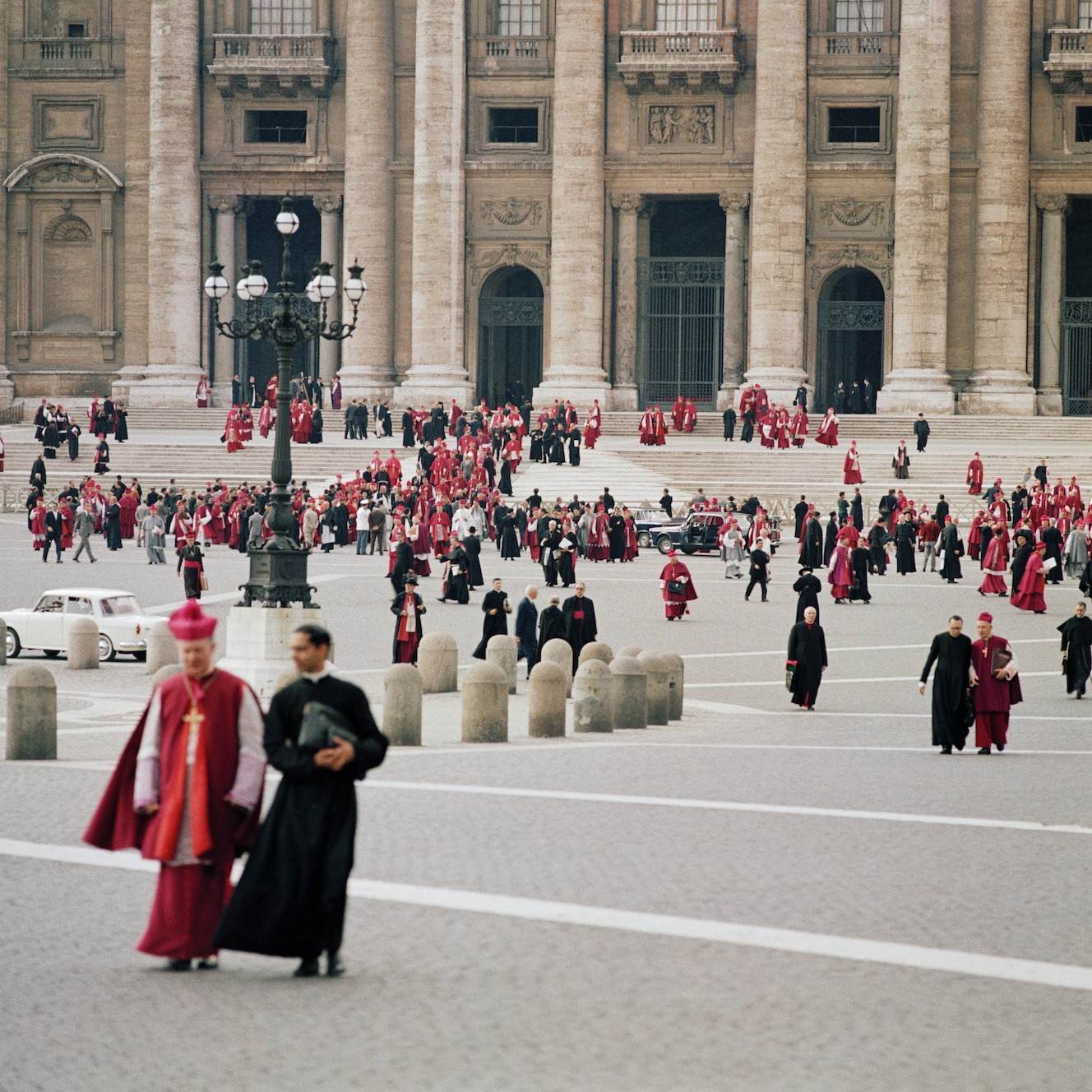
Участники покидают Собор Святого Петра

Одним из самых дискуссионных богословских вопросов Собора был вопрос о религиозной свободе, после долгих дискуссий сформулированный в декларации Dignitatis Humanae. Документ признаёт право личности на религиозную свободу, «право на религиозную свободу коренится не в субъективном расположении личности, но в самой её природе». Утверждая закон свободы совести, свободы человека следовать своей совести, чтобы достичь Бога, собор в то же время признал за религиозными общинами «право беспрепятственно учить своей вере и исповедовать её открыто, устно и письменно».
Социальное учение было раскрыто собором в пастырской конституции о церкви в современном мире Gaudium et spes, декларации о религиозной свободе Dignitatis humanae, декрете об апостольстве мирян Apostolicam actuositatem и декрете о средствах массовой коммуникации Inter Mirifica. Самыми важными социальными вопросами, которым было уделено большое место в итоговых документах, стали вопросы семьи, культуры, экономики, политики и международных отношений.
Отношение Церкви к Священному Писанию и Священному Преданию отражено в догматической конституции Dei Verbum. Собор говорит об исключительной роли Библии в церковной жизни, особо подчёркивается необходимость изучения Писания для клириков. Многие богословские положения этой конституции стали ответом на новейшие исследования библеистов.
Отношение Католической церкви к экуменизму было изложено в декрете Unitatis Redintegratio. Согласно ему, католический экуменизм не предполагает упразднения межконфессиональных различий, благодаря приведению догматов всех церквей к единому компромиссному варианту. Такая трактовка экуменизма неприемлема, так как католическая догматика предполагает, что вся полнота истины пребывает в Католической церкви. Католический экуменизм, согласно отцам собора, состоит в уважении ко всему тому в других конфессиях, что не противоречит католической вере. Разрешается и поощряется братский диалог и совместные молитвы с представителями других христианских церквей.

## Литургическая реформа
Литургическая реформа Второго Ватиканского собора выражена в конституции Sacrosanctum Concilium. Революционным для римского обряда стало положение о допустимости национальных языков в литургии, хотя и было указано, что основным языком римского обряда должна оставаться латынь. Среди главных принципов пересмотра литургического действа называются необходимость больше внимания уделять чтению Священного Писания, активнее привлекать к ходу богослужения присутствующий на нём народ и адаптировать литургические богослужения применительно к характеру и традициям различных народов.
Конституция провозгласила: «обряды, существо которых должно строго сохраняться, следует упростить: опустить то, что с течением времени стало повторяться или было добавлено без особой пользы. Напротив, кое-что из того, что со временем незаслуженно исчезло, надлежит восстановить по исконным правилам Святых Отцов, если это покажется уместным или необходимым».
Среди изменений порядка служения и чина мессы, предписанных конституцией — увеличение количества чтений из Священного Писания, расширение прав на сослужение священников, восстановление в чине мессы молитвы верных, обязательность проповеди на воскресных и праздничных мессах, разрешение на причащение мирян под двумя видами. Ряд изменений в порядке служения мессы, таких как служение священника лицом к народу не были упомянуты в конституции, но были введены в чин Novus Ordo после собора.
Было допущено общение в таинствах с христианами-некатоликами. Декрет о восточных церквях Orientalium Ecclesiarum предписал: «можно преподавать таинства Покаяния, Евхаристии и Елеосвящения больных восточным христианам, отделённым от Католической церкви… если они сами об этом попросят… Более того: католикам также разрешается просить о тех же таинствах у служителей-некатоликов, в церкви которых наличествуют действительные таинства, всякий раз, когда того потребует нужда или подлинная духовная польза, а доступ к католическому священнику окажется физически или нравственно невозможен». Было предписано изменить в сторону упрощения богослужебные одеяния и предметы.
Реформы затронули и внелитургическую церковную жизнь: был сильно изменён бревиарий, установлена обязательность катехумената для взрослых, пересмотрен чин совершения некоторых других таинств и обрядов. Подвергся изменениям и литургический календарь, изменения коснулись подчёркивания воскресенья, как главного праздничного дня, и придания центральной роли Господским и Богородичным праздникам.